# Xian de Raohe
Le xian de Raohe (饶河县 ; pinyin : Ráohé Xiàn) est un district administratif de la province du Heilongjiang en Chine. Il est placé sous la juridiction de la ville-préfecture de Shuangyashan.

## Démographie
La population du district était de 136 195 habitants en 1999.